# ایکوموس
شورای بین‌المللی ابنیه و محوطه‌ها (ICOMOS) (به انگلیسی: International Council on Monuments and Sites) سازمانی برای نگهداری و پاسداری از اماکن میراث فرهنگی در سراسر جهان است. در پی‌آمد منشور ونیز در سال ۱۹۶۴، ایکوموس در سال ۱۹۶۵ در ورشو پایه‌گذاری شد تا مشاوری جهت یونسکو در رابطه با میراث‌های جهانی باشد.
ایدهٔ تشکیل ایکوموس به کنفرانس آتن در رابطه با مرمت بناهای تاریخی در سال ۱۹۳۱ که از سوی دفتر بین‌المللی موزه‌ها تشکیل شده‌بود، بازمی‌گردد. منشور آتن سال ۱۹۳۱ خط مشی میراث بین‌المللی را عرضه نمود. در سال ۱۹۶۴، در دومین همایش معماران و متخصصین بناهای تاریخی، در شهر ونیز ۱۳ قطعنامه به تصویب رسید. اولین قطعنامه، تکوین کنندهٔ منشور بین‌المللی حفاظت و مرمت بناها و محوطه‌های تاریخی که با عنوان منشور ونیز بهتر شناخته شده‌است شد. قطعنامهٔ دومی که ازسوی یونسکو پیش‌کشیده شد، ایکوموس را برای اجرای این منشور بنا نهاد.
ایکوموس در حال حاضر دارای بیش از ۷۵۰۰ عضو است. جز موارد اندک، هر عضو آن باید در زمینهٔ نگهداری کارشناس در یکی از رشته‌های معماری مناظر طبیعی، معماری، باستان‌شناسی، برنامه‌ریزی شهری، مهندسی، متولی میراث فرهنگی، مورخ هنر یا بایگان باشد. مقر بین‌المللی آن در پاریس است.

## ایکوموس و کنوانسیون میراث‌های جهانی
در سال ۱۹۷۲، ایکوموس ازسوی کنوانسیون میراث جهانی یونسکو به‌عنوان یکی از سه بازوی مشاوره به کمیتهٔ میراث جهانی در کنار اتحادیهٔ جهانی حفاظت (IUCN) و مرکز بین‌المللی مطالعه، حفظ و مرمت آثار فرهنگی (ایکروم) نامگذاری شد.

## کمیته‌های ملی
کمیته‌های ملی ارگان‌های تابعه‌ای هستند که در کشورهایی که از اعضاء یونسکو می‌باشند دائر گردیده‌اند. آن‌ها اعضاء کانون و اشخاص عضو را گردهم‌آورده و چارچوبی برای مباحثات و تبادل نظرات فرارویشان می‌گذارند. ایکوموس هم‌اکنون بیش از ۱۱۰ کمیتهٔ ملی دارد. هر یک از این کمیته‌ها بر اساس اهداف ایکوموس، قوانین و دستورالعمل‌های خاص خود را تدوین می‌نمایند.
کمیته‌های ملی ایکوموس در کشورهای زیر تشکیل یافته‌اند:
| - اتریش - اتیوپی - اردن - ارمنستان - اسپانیا - استرالیا - استونی - اسرائیل - اسلواکی - اسلوونی - آفریقای جنوبی - اکوادور - الجزایر - السالوادور - ایالات متحده آمریکا - اندونزی - اروگوئه - اوکراین - اوگاندا - ایتالیا - ایران - جمهوری ایرلند - ایسلند - جمهوری آذربایجان - آرژانتین - آلبانی - آلمان - آندورا - آنگولا - برزیل - بریتانیا - بلژیک - بلغارستان - بنگلادش - بنین - بورکینافاسو - بولیوی | - پاراگوئه - پاکستان - پاناما - پرتغال - پرو - تاجیکستان - تانزانیا - تایلند - ترکیه - توگو - تونس - جامائیکا - بلاروس - جمهوری چک - جمهوری دموکراتیک کنگو - کره شمالی - جمهوری دومینیکن - قزاقستان - کره جنوبی - چین - دانمارک - روسیه - رومانی - زامبیا - نیوزیلند - زیمبابوه - ژاپن - ساحل عاج - سری‌لانکا - سنگال - سوئد - سوئیس - اسواتینی - سورینام - شیلی - صربستان - عربستان سعودی - غنا - فرانسه - فلسطین (ناظر) - فنلاند - فیلیپین | - قبرس - قرقیزستان - کامبوج - کامرون - کانادا - کرواسی - کاستاریکا - کلمبیا - کنیا - کوبا - گابن - گرجستان - گواتمالا - گینه - لبنان - لتونی - لهستان - لوکزامبورگ - لیتوانی - ماداگاسکار - مالاوی - مالت - مالی - مجارستان - مراکش - مصر - مقدونیه - مکزیک - موریتانی - موریس - مولدووا - مونته‌نگرو - نامیبیا - نپال - نروژ - نیجریه - نیکاراگوئه - هائیتی - هلند - هند - هندوراس - ونزوئلا - یونان |  |

## کمیته ملی ایکوموس ایران
کمیته ملی ایکوموس ایران موسسه‌ای فرهنگی، علمی، تخصصی است. این مجموعه در تاریخ ۲۹ فروردین سال ۱۳۸۱ همزمان با روز جهانی ایکوموس به‌طور رسمی کار خود را آغاز کرد. کارشناسانی از سازمان میراث فرهنگی با این مؤسسه همکاری می‌نمایند.

### وبگاه‌های کمیته ملی
- ایران
- استرالیا
- نروژ
- بریتانیا
- آمریکا